# Panasonic

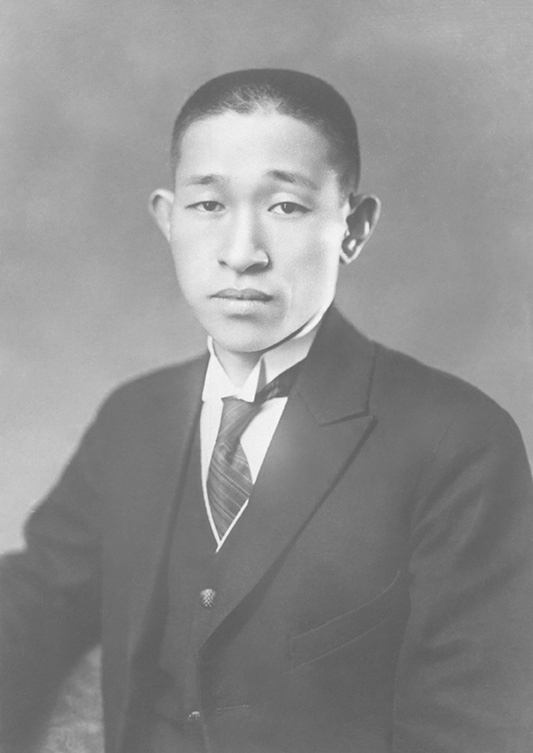
Konosuke Matsushita el 1929

Panasonic (Tyo 6752 Nyse PC), és una marca comercial internacional per als productes electrònics fabricats per Matsushita Electric Industrial Co. Ltd., del Japó. L'empresa es va originar en 1955 i inicialment produïa altaveus. Més endavant, Matsushita Electric va començar a fabricar equips de televisió i àudio de gamma alta, conjuntament amb altres productes de baix cost.
A la tardor del 2005, Matsushita va adoptar de forma oficial i amb àmbit mundial el nom Panasonic. Actualment fabrica les càmeres digitals Lumix, televisions LED, reproductors DVD i Blu-ray, reproductors de CD portàtil i molts altres productes per a la llar.
Sota el nom de Panasonic, Matsushita va ser de les primeres companyies a comercialitzar una màquina de fer pa i a fabricar els reproductors de Laserdisc en els anys 80 i també va ser una de les primeres a adoptar el format DVD. Era un dels patrocinadors principals de l'equip Toyota F1 en la Fórmula 1, conegut també amb el nom Panasonic Toyota Racing.

## Història
El fundador de Panasonic, Konosuke Matsushita, va néixer el 27 de novembre de 1894 a Wasamura, un poble al sud d'Osaka que ara forma part de la ciutat de Wakayama, el fill més petit d'una família de cinc filles i tres fills. El seu pare era un humil agricultor i la família no vivia moments molt pròspers. Als 16 anys Konosuke va entrar a treballar a Osaka Electric com a assistent de cablejat. Als 21 anys es va casar i als 23 va prendre la decisió que volia vendre un nou tipus d'endoll que havia inventat, per a fer-ho crea la seva empresa Matshushita Electric. Els inicis van ser durs i l'empresa va estar prop de la fallida, però progressivament es van anar fent amb un percentatge de mercat de la venda de dispositius electrònics al Japó.
Els primers empleats de l'empresa van ser la seva pròpia dona, el seu germà i el seu cunyat, el qual deixaria anys més tard l'empresa per a fundar Sanyo. Konosuke adorava les bicicletes i van començar a fabricar llums per a bicicletes. El llum per a bicis de Matsushita Electric va ser tot un èxit i el seu alt nivell de vendes va col·laborar en gran manera al creixement de l'empresa.
Passats uns anys fabricaven bicicletes senceres i exportaven a tothom. Actualment les bicicletes de Panasonic continuen sent molt populars al Japó, especialment les bicicletes elèctriques. Després vindrien les ràdios, televisors, ordinadors, càmeres digitals, etc.
Matsushita creia que una empresa és la gent que la compon. Va dir que, tot i que és important fabricar productes, primer cal desenvolupar persones. Sempre va donar una alta prioritat al desenvolupament de recursos humans. La preocupació de Matsushita per educar els seus empleats va créixer a mesura que la companyia es va expandir, i va ser l'autor de moltes polítiques progressistes de personal.
El 1935, la companyia donava feina a unes 3.500 persones. Les vendes anuals havien assolit els 12 milions de ¥. L'empresa va produir prop de 600 productes diferents i la seva xarxa comercial es va estendre a l'estranger. S’havia convertit en una força important de la indústria dels electrodomèstics.
La marca Panasonic s'utilitza per primera vegada l'any 1955 per al mercat d'exportació nord-americà. Va combinar el prefix "pa" (ampli/tot) i "sonic" (so) per a representar la idea que els sons creats s'escolten per tot el món.
 Tot i que el 1953 es va anomenar l'"any de l'electrificació", va ser el 1955 quan la indústria va experimentar un creixement explosiu del mercat dels electrodomèstics, esperonat per un clima econòmic favorable. Apareixien nous aparells que haurien estat inimaginables abans de la guerra, fent que les cases fossin més agradables i eficients. Tots els consumidors volien una televisió, una rentadora i una nevera, o els "tres sants greals", com se'ls coneixia popularment. Panasonic havia previst l'alba de l'era de l'electrificació i l'empresa estava preparada. El 1961, la companyia va començar a proporcionar assistència tècnica a diversos països d'ultramar i a construir plantes a l'estranger amb l'objectiu d'ampliar les seves operacions a escala mundial. L'economia japonesa havia entrat en un nou període de creixement a la segona meitat dels anys seixanta. Panasonic va fer grans avenços en totes les àrees, però sobretot pel que fa al desenvolupament tecnològic. L'empresa havia complert el seu 50è aniversari desenvolupant noves tecnologies i nous productes innovadors, molts dels quals situats a l’avantguarda de la tecnologia internacional.
Matshuhita va morir amb 94 anys el 1989, deixant com a testament una corporació gegantesca (Matsuhita electric) que dona treball a centenars de milers de persones a tot el món. Al Japó se'l coneix com "El Déu de la gerència i la direcció" a part d'escriure’s infinitat de llibres sobre la seva vida i de la seva manera de gestionar la seva empresa.
La seva empresa 20 anys després de la seva mort va passar a dir-se Panasonic i va comprar Sanyo, l'empresa que fundés el seu cunyat. Actualment és una marca líder mundial d'electrònica que compta amb productes en pràcticament qualsevol camp i on a més té diverses marques conegudes àmpliament a tot el món: Technics, Sanyo, National i Panasonic, totes elles controlades per Panasonic Corporation.

## Empresa
Amb oficines centrals a Cornellà del Llobregat (Barcelona), Panasonic està present a Espanya des de 1975. L'empresa està dividida en tres grans divisions: Gran consum, Sistemes de climatització i Sistemes professionals. La filial de Panasonic a Espanya, constituïda l'any 1991, gestiona el negoci de la companyia a Espanya i dona feina a 150 persones.
Segons el "gràfic de matriu 4 vegades 3" (3 regions: Japó, Europa i la Regió Estratègica d'Ultramar que cobreix Àsia, la Xina, Orient Mitjà i Àfrica superposades en 4 empreses: Electrònica de consum, Habitatge, automotriu, B2B), Panasonic Group promou una estratègia de creixement i activitats d'R+D que generen nous valors per als clients.
Panasonic promou la investigació i el desenvolupament per oferir un nou valor als clients en una àmplia gamma d'àrees comercials: "Electrònica de consum", "Habitatge", "automotriu" i "B2B". Estem avançant en el desenvolupament global en ubicacions òptimes al Japó, Amèrica del Nord, Europa, Xina, Àsia i Oceania amb un sistema d'R+D que utilitza talents i habilitats locals.